# Fabio Carta
Fabio Carta (* 6. Oktober 1977 in Turin) ist ein ehemaliger italienischer Shorttrack-Läufer. Zwischen 1997 und 2008 errang er 14 Europameistertitel und war damit während seiner Laufbahn der erfolgreichste Shorttracker auf europäischer Ebene. Mit der Staffel gewann er 2002 eine olympische Silbermedaille. Darüber hinaus holte er acht Silber- und Bronzemedaillen bei Weltmeisterschaften (zuzüglich weiteren fünf Bronzemedaillen bei Teamweltmeisterschaften).

## Werdegang
Cartas Eltern gründeten in Turin den Eislaufverein Velocisti Fiamma Torino, sein fünf Jahre älterer Bruder Davide nahm zwischen 1994 und 2002 dreimal als Eisschnellläufer an Olympischen Winterspielen teil. Fabio Carta selbst begann im Alter von vier Jahren mit dem Schlittschuhlaufen. Ab Mitte der 1990er-Jahre stieg er in das italienische Shorttrack-Nationalteam auf: 1994 und 1995 war er als Siebter beziehungsweise Sechster jeweils bester europäischer Athlet bei den Juniorenweltmeisterschaften. Zusammen mit Michele Antonioli, Orazio Fagone, Mirko Vuillermin und Nicola Franceschina gewann er 1996 Bronze bei den Teamweltmeisterschaften – ein Erfolg, den die Mannschaft um Carta in wechselnder Besetzung bis 2007 viermal wiederholen konnte.
1997 in Malmö errang Carta den ersten von der Internationalen Eislaufunion vergebenen Shorttrack-Europameistertitel im Mehrkampf. Bis 2000 verteidigte er den Titel jedes Jahr erfolgreich und wurde bis 2008 insgesamt 14 Mal Europameister. Sieben Siege fuhr er im Mehrkampf ein, sieben Mal gewann er mit der Staffel Gold. Als führender europäischer Shorttracker der späten 1990er- und frühen 2000er-Jahre kämpfte Carta auch auf globaler Ebene um Erfolge: 1998 wurde er hinter dem Kanadier Marc Gagnon Vizeweltmeister im Mehrkampf, 1999 und 2002 gewann er bei Siegen von Li Jiajun beziehungsweise Kim Dong-sung die Allround-Bronzemedaille. Hinzu kamen weitere Silber- und Bronzemedaillen auf Einzelstrecken sowie mit der Staffel. Im Winter 1998/99 feierte Carta mehrere Siege im erstmals ausgetragenen Shorttrack-Weltcup, belegte den zweiten Rang im Mehrkampf-Gesamtklassement (hinter Li Jiajun) und entschied die 500-Meter-Wertung für sich. Auf der 1000-Meter-Strecke stellte er im Januar 1999 im Rahmen der Europameisterschaften einen neuen Weltrekord in 1:27,454 Minuten auf. 2002/03 gewann er die 1500-Meter-Weltcup-Gesamtwertung.
Carta gehörte dreimal zum italienischen Aufgebot bei Olympischen Winterspielen: 1998 in Nagano, 2002 in Salt Lake City und 2006 in seiner Heimatstadt Turin. Mit der Staffel erreichte er dabei stets das A-Finale und gewann 2002 an der Seite von Nicola Franceschina, Nicola Rodigari und Maurizio Carnino die Silbermedaille hinter den Kanadiern. Ebenfalls in Salt Lake City erreichte er sein bestes olympisches Einzelergebnis als Vierter über 1500 Meter.
Vor der Saison 2008/09 trat Carta im Alter von 31 Jahren vom Leistungssport zurück. Er arbeitete anschließend als Polizist in Novara. Ein Artikel in La Repubblica würdigte ihn Anfang 2009 anlässlich der Shorttrack-WM in Turin als „den italienischen Stammvater des Eisschnelllaufs“ (im Original: „il progenitore italiano del pattinaggio su ghiaccio di velocità“).

## Ergebnisse bei Olympischen Winterspielen
| Olympische Winterspiele | Olympische Winterspiele | 500 m | 1000 m | 1500 m | Staffel |
| Jahr                    | Ort                     | 500 m | 1000 m | 1500 m | Staffel |
| ----------------------- | ----------------------- | ----- | ------ | ------ | ------- |
| 1998                    | Nagano                  | 11.   | 6.     |        | 4.      |
| 2002                    | Salt Lake City          | 9.    | 6.     | 4.     | 2.      |
| 2006                    | Turin                   | –     | 8.     | 7.     | 4.      |